# Peter Fill
Peter Fill, italijanski alpski smučar, * 13. november 1982, Brixen/Bressanone, Italija (Južna Tirolska)
Je prvi italijanski alpski smučar, ki je osvojil mali kristalni globus v smuku in sicer v sezoni 2016.

## Svetovni pokal

### Skupni seštevek
- 1 kristalni globus – (mali smukaški)

| Sezona | Osvojeni globusi |
| ------ | ---------------- |
| 2016   | smuk             |